# Губарев (село)
Губарев (укр. Губарів) — село в Каменец-Подольском районе Хмельницкой области Украины.
Население по переписи 2001 года составляло 182 человека. Почтовый индекс — 32650. Телефонный код — 3847. Занимает площадь 1,224 км². Код КОАТУУ — 6823381502.

## Местная власть
32600, Хмельницкая обл., Каменец-Подольский р-н, пгт Новая Ушица.